# Los Reyes de Salgado
Los Reyes de Salgado ist eine Stadt im mexikanischen Bundesstaat Michoacán. Sie ist die Hauptstadt des Municipio Los Reyes. Die Stadt liegt 1.300 Meter über dem Meeresspiegel und besitzt 49.940 Einwohner (Zensus 2020).

## Geschichte
Schon vor Ankunft der Spanier wurde das Tal von Purépechas besiedelt, die diese Gegend Acuitzato nannten. Im Gebiet der heutigen Stadt existierten damals drei Dörfer, die die Spanier bei ihrer Ankunft auf die Namen San Pedro, San Gabriel und San Rafael tauften. Die Dörfer wuchsen zur heutigen Stadt zusammen, welche am 12. Mai 1594 offiziell als Los Santos Reyes gegründet wurde. Der Name stellt eine Anspielung auf die heiligen drei Könige dar.
1831 wird das Municipio Los Reyes gegründet. Los Santos Reyes entwickelt sich demographisch und ökonomisch weiter und wird 1837 die Hauptstadt des Distrikts Poniente. Das Dorf ist nun das urbane Zentrum im Tal von Peribán. 1859 wird Los Santos Reyes nach Beschluss des Kongresses des Bundesstaates zur Villa heraufgestuft und trägt fortan den Namen Villa de Salgado in Erinnerung an Don José Francisco Trinidad Salgado Rentería, den aus Los Reyes stammenden zweiten Gouverneur von Michoacán. 1861 wird die Stadt zu einem Distrikt.
Am 19. April 1865 fand eine Schlacht zwischen republikanischen Kräften unter General Salazar und französischen Interventionisten statt.
1921 wurde der Name auf Los Reyes de Salgado geändert. Am 20. Juni 1950 wurde Los Reyes de Salgado offiziell als Stadt (Ciudad) eingestuft.

### Einwohnerentwicklung
Das Municipio Los Reyes zählt 64.141 Einwohner (Zensus 2010) auf einer Fläche von 480 km². Die folgenden Angaben beziehen sich auf die Stadt.
| Jahr  | Einwohner |
| ----- | --------- |
| 1900¹ | 1.565     |
| 1910¹ | 2.604     |
| 1921¹ | 2.943     |
| 1930¹ | 3.871     |
| 1940¹ | 5.452     |

| Jahr  | Einwohner |
| ----- | --------- |
| 1950¹ | 7.773     |
| 1960¹ | 9.796     |
| 1970¹ | 19.452    |
| 1980¹ | 23.633    |
| 1990¹ | 32.474    |

| Jahr  | Einwohner |
| ----- | --------- |
| 1995  | 34.596    |
| 2000¹ | 36.095    |
| 2005¹ | 32.488    |
| 2010¹ | 39.209    |
| 2020¹ | 49.940    |

¹ Volkszählungsergebnis (Quelle: INEGI)

## Sehenswürdigkeiten
In der Nähe von Los Reyes de Salgado befinden sich die Wasserfälle El Salto, Los Chorros del Varal und La Palangana.

## Wirtschaft
Die Wirtschaft wird von der Landwirtschaft, dem Einzelhandel und dem Dienstleistungssektor dominiert. Los Reyes de Salgado ist das wirtschaftliche Zentrum der näheren Umgebung.
Der Zuckerrohranbau spielte seit der Gründung der Stadt eine große Rolle. Zucker- und Alkoholfabriken siedelten sich an. Seitdem Mexiko zunehmend Zucker aus Kuba importiert, wich man auf den Anbau von Früchten aus. Vor allem werden Brombeeren, unter anderem aber auch Avocados, Agaven, Pfirsiche und Erdbeeren angebaut.

## Persönlichkeiten

### Söhne und Töchter der Stadt
- Clemente de Jesús Munguía y Núñez (* 21. November 1810; † 14. Dezember 1868), Philosoph und Erzbischof von Michoacán
- Don José Francisco Trinidad Salgado Rentería, zweiter Gouverneur von Michoacán
- Ramón Macías Zepeda (* 1856; † 1916), Arzt